# René Charles d'Harambure
René Charles d'Harambure (11 septembre 1727 à Preuilly-sur-Claise (Touraine) - 7 février 1784 à Mesnilmontant) est un officier français du XVIIIe siècle.

## Famille
Il est le fils de Paul d'Harambure, mousquetaire du roi, et de Marie Anne de Moussy. Il épouse en 1783 Jeanne Marguerite Dorigny dont il n'eut pas d'enfants.

## Carrière militaire
Écuyer du roi et de Mesdames, il est ensuite cornette puis capitaine de dragons dans le régiment de Bauffremont.  Après avoir été colonel en second de la Légion de Lorraine en 1761, il devient colonel du régiment des Volontaires d'Austrasie et participe à toutes les campagnes d´Allemagne (1760,1761 et 1762). En 1765, il est colonel de la Légion du Hainaut en Allemagne et participe ensuite aux campagnes d´Italie et de Corse en 1769. Le fait d´armes du pont de Goules lui vaut le grade de brigadier et la commission de colonel de la Légion des Flandres et de Lorraine. Il est mis en congé après avoir été fait maréchal de camp. Brigadier d´infanterie le 1er mars 1780,.

## Participation à une société pour financer les travaux de d'Auxiron sur les bateaux à vapeur
En 1772, il est l'un des partenaires financiers d'une société destinée à financer les travaux de d'Auxiron sur les bateaux à vapeur. Le projet consiste en une pompe à feu pour la propulsion des navires. Les difficultés techniques rencontrées l´obligeront à augmenter son engagement financier. L´affaire cependant ne verra jamais le jour.

## Décorations
- Chevalier de Saint-Louis (1762).